# 吉野藍
吉野 藍（よしの あおい）は、日本の元AV女優。
身長:165cm。スリーサイズ:B83(B)・W56・H83。

## 略歴
AV女優・吉野碧の実妹との触れ込みで、『実録 本物姉妹』（マドンナ）に姉妹で出演。
出演作は他に1本のみで、何れも吉野碧との共演作である。

## 出演作品

### アダルトビデオ
- 実録 本物姉妹　（2005年9月25日、マドンナ）…共演:吉野碧
- 美熟女姉妹 碧と藍 密室の性戯　（2005年10月13日、MOODYZ）…共演:吉野碧